# فرنسيس شميت
فرنسيس شميت (بالإنجليزية: Francis Schmidt)‏ هو مدرب كرة سلة أمريكي، ولد في 3 ديسمبر 1885 في داونز في الولايات المتحدة، وتوفي في 19 سبتمبر 1944.

## وصلات خارجية
- فرنسيس شميت على موقع كلية كرة السلة في سبورتس رفرنس.كوم (الإنجليزية)